# Герасимов, Михаил Михайлович (художник)
Михаи́л Миха́йлович Гера́симов (род. 1 ноября 1938 года, Ленинград) — советский и российский художник-график, педагог, профессор Института имени Репина, Заслуженный художник Российской Федерации, член Союза художников России. Декан факультета повышения квалификации преподавателей, декан факультета графики, руководитель персональной мастерской станковой графики СПбГАИЖСА имени И. Е. Репина.
Представитель советской реалистической школы.

## Биография
Родился 1 ноября 1938 года в г. Ленинграде. Отец — Михаи́л Ива́нович Гера́симов (1910—1942 гг.), командир роты сапёрных войск НКВД, погиб на фронте под Ржевом. Мать — Ни́на Анто́новна Гера́симова (Бро́йко) (1912—1985 гг.), кандидат технических наук Ленинградского политехнического института им. М. И. Калинина, работала сотрудником лаборатории Ленинградского Института телевидения. Сестра — Ве́ра Миха́йловна Виногра́дова (Гера́симова) (1937—2008 гг.), кандидат биологических наук, старший научный сотрудник Ботанического института имени В. Л. Комарова РАН.
До войны семья проживала в Ленинграде. С ноября 1941 по 1944 гг. Михаил находился с матерью и сестрой в эвакуации в Удмуртии, где фактически с 3-х лет начал рисовать с необычайным упорством и увлеченностью. Из эвакуации вернулись в Ленинград, в прежнюю коммунальную квартиру на улице Герцена, 46. Благодаря заботам матери, всеми силами старавшейся развить способности сына, юный художник посещает занятия в кружке ИЗО Октябрьского Дома пионера и школьника на Мойке, 122 (Дворец великого князя Алексея Александровича), а затем в Ленинградском Дворце пионеров им. А. А. Жданова (Аничков дворец), где первыми преподавателями Михаила стали такие известные педагоги, как Е. В. Тихомирова и С. Д. Левин.
С первого по четвёртый классы Михаил учился в средней школе № 225, которая тогда находилась в известном Доме Мятлевых на Исаакиевской площади. По рекомендации С. Д. Левина он был направлен для получения художественного образования в Ленинградскую среднюю художественную школу при Институте живописи, скульптуры и архитектуры имени И. Е. Репина.
В 1950 году Михаил был принят в Ленинградскую среднюю художественную школу.
Преподаватели общеобразовательных предметов: А. Ф. Подлясская (русский язык и литература), Б. В. Фишман (географ), П. С. Никитин (физик), А. И. Ключанов (химик), Е. С. Ключанова (математика), Н. И. Андрецов (директор школы), И. И. Андреев (завуч по искусству). Педагоги по искусству: Л. С. Шолохов, В. Н. Китайгородская, В. В. Лебедев, В. И. Сенчуков, М. Г. Козелл, и М. Я. Перепёлкина (выпускница мастерской Б. В. Иогансона). Она оказала огромное влияние на всех своих учеников. Привить ученикам «объёмно-пространственное мышление» и научить общему смотрению — вот, что было главным в её методике обучения. Не менее важным она считала необходимость освоения общей культуры, помимо приобретения профессиональных навыков. По её инициативе был создан Теневой театр, и силами учащихся старших и младших классов были осуществлены постановки сказки П. Ершова «Конёк-Горбунок» и небольшой репризы — «СХШатики на практике в Юкках». За постановку «Конька-Горбунка» Герасимов М.М. был награждён Дипломом Лауреата второго фестиваля ленинградской молодежи в 1957 году.
Ленинградскую среднюю художественную школу Михаил закончил в 1957 году с Золотой медалью.
Друзья: Ярослав Лаврентьев, Владимир Павлов, Сергей Трофименков, Вадим Кочубеев, Виктор Петров, Владимир Бохан, Валерий Пискунов, Дмитрий Фридлянд, Лев Баранов, Владимир Дубровский, Глеб Райков, Михаил Герасимов.
Стараниями матери сохранились многочисленные детские и юношеские рисунки художника, акварели и работы маслом, свидетельствующие о его высокой одаренности. Они ярко отражают жизнь того времени, наполнены живым чувством и настроением.
1957—1963 годах — годы обучения в Ленинградском Институте живописи, скульптуры и архитектуры имени И. Е. Репина, факультет графики. Педагоги: проф. М. А. Таранов (декан факультета и руководитель мастерской книжной графики), доцент Г. З. Левин (композиция и шрифт), В. Юсипенко , М. Г. Платунов, Пен Варлен, А. Д. Романычев, В. В. Смирнов, В. А. Ветрогонский, проф. Н. С. Механик (преподаватель пластической анатомии).
Друзья (сокурсники): М. Майофис, Г. Романов, Т. Хазиахметов, В. Авраменко, В.Захаров, А. Бухаров, А. Альбинский, П. Алексеев.
1963 г. — дипломная работа — серия офортов «Братская ГЭС». Присвоена квалификация «художник-график». Аспирантура (1963—1966 гг.) Преподавательская деятельность (1966—2008 гг.)
С 1966 г. жизнь и творчество М. М. Герасимова были тесно связаны с институтом, с его преподавательским составом, в который входили известные деятели культуры и искусства Ленинграда. В их числе такие выдающиеся мастера, как В. М. Орешников, .А. А. Мыльников, Е. Е. Моисеенко, М. К. Аникушин, Ю. М. Непринцев, Б. С. Угаров, М. М. Девятов, известные искусствоведы: И. А. Бартенев, А. Л. Каганович, В. Н. Батажкова, С. В. Коровкевич, Р. И. Власова, И. Г. Романычева, В. И. Раздольская, Н. С. Кутейникова.
С 1967 г. — руководитель летних художественных производственных практик студентов института в России и за рубежом: Франция, Польша, Венгрия, Чехословакия.
В 1970-м г. на выставке, посвященной 100-летию со дня рождения В. И. Ленина, М. М. Герасимов был принят в члены Союза художников России. В экспозиции были представлены четыре листа (офорт) из серии «Подводники». С 1970 по 1974 гг. были созданы серии «Спорт» и «Металлурги ЧМЗ». Серия рисунков и акварелей «Фабрика им. Веры Слуцкой».
С ноября 1974 г. по июнь 1975 г. находился в Италии в качестве «стажера итальянского правительства». По возвращении художником была сделана отчетная выставка (более 70-ти рисунков и акварелей) в «Мраморном зале» ленинградской Академии художеств, получившая высокую оценку Учёного Совета института, вызвавшая большой интерес студентов и преподавателей.
С 1976 г. избран членом партийного бюро института, с 1977 по 1979 г. секретарем партийного бюро. В эти же годы состоялись поездки на творческую дачу в Солнечногорске, а также на Академическую дачу под Вышним Волочком под руководством И. М. Пентешина, вместе с художниками и искусствоведами, где М. М. Герасимовым также было выполнено значительное количество творческих работ.
В 1982 г. присвоено звание доцента.
Как известный художник и опытный профессионал М. М. Герасимов неоднократно выполнял обязанность Председателя ГАК (ВАК) по защите дипломов в ВУЗах искусства и художественных училищ СССР: Москва (Московский художественный институт имени В. И. Сурикова), Ленинград (ЛВХПУ им. В. И. Мухиной), Краснотурьинск, Якутск, Владивосток, Ярославль, Томск, Саранск. Был избран в состав бюро секции графики двух созывов, делегатом республиканских съездов художников России, а также находился в составе группы художников, работавших на творческих базах в Сенеже, Старой Ладоге, в международной группе художников под руководством Д. Б. Боровского, приглашенных на пленэр в Краснодарский край. Там, на Кубани, М. М. Герасимовым были созданы графические серии портретов, пейзажей, жанровых сцен, вызвавшие большой зрительский интерес. Его работы находятся в галерее станицы Привольная.
В 1994 г. присвоено звание профессора.
С 1988 г. по 2002 г. совмещал преподавательскую деятельность на факультете графики с обязанностями декана факультета повышения квалификации преподавателей.
В 1998 г. был приглашен в Южную Корею на преподавательскую работу в Университет г. Тэгу, где успешно работал в течение двух лет, активно участвуя в выставках работ преподавателей и студентов.
С 2002 г. по 2005 г. — декан факультета графики и руководитель персональной мастерской станковой графики (по 2008 г.)
В 2008 г. целиком перешел на творческую работу.
С 2012 г. является членом объединения «Полиреализм» и постоянным участником традиционных выставок этого коллектива.

## Семья
Жена — Герасимова (Федькова) Татьяна Ивановна (1945—2019). Эксперт по уникальной графике Комбината Графического искусства (1974—1994), специалист по маркетингу в секторе сувенирной продукции Государственного Русского музея.
Дочь — Герасимова Анна Михайловна — искусствовед, художник, дизайнер (род. 1972)

## Творчество
«Тонкий рисовальщик», «лирик-живописец» — так характеризуют М. М. Герасимова его современники и соратники по искусству.
Художник бесконечно увлечен натурой, как поэтически нежной в женских образах, трогательной — в детских, правдивой — в мужских, так и убедительной в пейзаже, натюрморте и в характерах представителей мира животных. Диапазон передачи образов безграничен. Богата также и техника выполнения — это офорты, литографии, рисунки. Одна из наиболее любимых художником, так называемая, «смешанная техника», когда используется одновременно акварель, гуашь, пастель, уголь, темпера. В этой манере выполнены работы из серий, посвященных Петербургу, балету, сказочным сюжетам и др. Большое количество работ, созданных за многие годы, выполнены маслом — это портреты, жанровые сцены, пейзажи, натюрморты.
В своём творчестве М. М. Герасимов особое место уделяет сюжетам, связанным с темой балета, воспевая красоту и грацию танцовщиц, удивительную живописность и уникальность в пространственном построении сцен, а также передачу сценических образов и подготовку к ним героинь. Многие картины этого жанра высоко оценены на международных аукционах.
Однако, картину «Антракт», создававшуюся в течение многих лет и имевшую огромный вспомогательный материал в виде натурных рисунков, решено было оставить в России. Она экспонировалась с разрешения автора только в 2019 году в Санкт-Петербургском Союзе художников и в настоящее время находится на экспозиции в музее фотографии имени Карла Буллы.
М. М. Герасимов является участником более 50-ти выставок в России и за рубежом. Его произведения  находятся в коллекциях многих музеев нашей страны, Художественного фонда СССР, Министерства культуры Российской Федерации (Москва), Государственного Русского музея, Государственного музея истории Санкт-Петербурга, Музея Российской академии художеств, Санкт-Петербургского государственного музея театрального и музыкального искусства, Музея Военно-медицинской академии имени С. М. Кирова, Музея истории милиции, Областного художественного музея на Литейном, Пикалевского краеведческого музея, а также в частных коллекциях России, США, Франции, Италии, Греции, Англии, Бельгии, Японии, Израиля, Южной Кореи, Китая и др. стран.

## Монументальная и реставрационная работа
В 2002 г., вместе с художником А. В. Даниловым, выполняет три наддверные росписи в апартаментах Константиновского дворца в Стрельне.
В 2008 г. вместе с художником А. В. Борисенко участвует в грандиозном проекте по восстановлению Арабескового зала Большого Екатерининского дворца в г. Пушкине. Им воссозданы утраченные живописные части плафона, декоративные панно второго и третьего ярусов, а также арабески зала и роспись дверей.
В 2010 г. воссоздаёт утраченную роспись плафона кафедры и плафона сени Большой церкви Зимнего дворца.
Начиная с 2016 г. до недавнего времени, совместно с художником реставратором С. Ф. Моисеевым, была выполнена работа над росписью верхней части храма Спиридона Тримифунтского Архивная копия от 19 января 2020 на Wayback Machine, в Пушкине. В настоящий момент близка к завершению работа над росписью крестильной.

## Основные произведения
- Серия офортов «Подводники», 1966—1968 гг. (Мин.культуры РСФСР, Москва)
- Серия офортов «На фабрике им. В. Слуцкой», 1972—1974 гг. (Мин.культуры РСФСР, Москва)
- Серия офортов «Череповецкий завод», 1973—1976 гг. (Мин.культуры РСФСР, Москва)
- Серия рисунков и акварелей «По Италии», 1974—1975 гг. (собств. автора)
- Серия станковых композиций «Спорт», 1976—1981 гг. (Мин.культуры РСФСР, Москва)
- Серия офортов «Строители Саяно-Шушенской ГЭС», 1985 г. (Мин.культуры РСФСР, Москва)
- Серия рисунков, пастелей и акварелей «Станица Привольная. Кубань». 1984—1986 гг. (Карт. галерея станицы Привольная)
- Серия станковых композиций «Балет», 1986—1994 гг. (Санкт-Петербургский государственный музей театрального и музыкального искусства, частн. коллекции)
- Серия станковых композиций «Театр», 1988—1990 гг. (Худ. фонд СССР, Москва)
- Серия станковых композиций «Петербург», 1990—1991 гг. (ФИНЭК Санкт-Петербург)
- Работы 1992—2019 гг. (частн. коллекции России, США, Европы,Израиля, Японии, Южной Кореи,Китая и др.)
- Серия графических портретов разных лет (собств.автора)

## Иллюстрации к печатным изданиям
- Ф. Самойлов (Семен Самойлович Фарфель). "Вася Алексеев". Ленинград. Лениздат. 1964 г.
- М. П. Прилежаева. "Удивительный год; Три недели покоя: Повести". Саратов: Приволж. кн. изд-во. 1984 г.
- А. Н. Толстой. "Русский характер". Серия "Школьная библиотека". Ленинград. "Детская литература". 1985 г.
- Сергей Зонин. "Предельная глубина. Несколько сцен из жизни подводного атомохода". Ленинград "Детская литература". 1986 г.
- Василий Кондрашов. "Коробок на льдине: Повести". Саратов: Приволж кн. изд-во. 1989 г.
- Теодор Драйзер. "Стоик; Оплот: Романы". Л.: Лениздат. 1989 г.[3]

## Выставки
Персональные:
- Выставка рисунка и акварели в ленинградском Доме Учёных. 1966 г.
- Выставка рисунков в Лавке Художника. г. Ленинград. 1967 г.
- Комбинат графического искусства. г. Ленинград. 1973 г.
- Выставка (рисунки и акварели) «По Италии». Академия Художеств. г. Ленинград. 1975 г.
- Выставка произведений. ГРМ, Лекторий. г.Ленинград. 1978 г.
- Шушенское, Красноярского края. 1983—1984 гг.
- Выставка "Прикосновение к прекрасному" (живопись, рисунок, акварель), Детская художественная школа им. М.К.Аникушина. г. Кронштадт. 2022 г.

Участие в художественных выставках (основные):
- Осенняя выставка произведений ленинградских художников. г. Ленинград. 1963 г.
- Выставка рисунка и акварели. г. Ленинград. 1964 г.
- Выставка посвященная «20-летию Победы». г. Ленинград. 1965 г.
- Осенняя выставка. г. Ленинград. 1966 г.
- Выставка произведений ленинградских художников «Ленину посвящается». В. И. Ленин в произведениях советских графиков. Н. И. Музей АХ СССР. 1970 г.
- Весенняя выставка. г. Ленинград. 1971 г.
- Выставка эстампа. г. Ленинград. 1971 г.
- Выставка молодых ленинградских графиков. г. Кириши. 1972 г.
- Выставка «25 лет Победы». г. Ленинград. 1972 г.
- Физкультура и спорт в изобразительном искусстве. Всесоюзная выставка. г. Москва. 1972 г.
- II Всероссийская выставка произведений молодых художников. г. Москва. АХ СССР. 1972 г.
- «Ленинградский эстамп. 73». г. Ленинград. 1973 г.
- «Выставка произведений ленинградских художников, ветеранов Великой Отечественной войны. г. Ленинград. 1973 г.
- Первая всероссийская выставка рисунка. ГРМ. г. Ленинград. 1974 г.
- Пятая республиканская художественная выставка «Советская Россия». г. Москва. 1975 г.
- «Мы побратимы» I совместная выставка произведений художников Ленинграда и Дрездена. г. Ленинград — Дрезден. 1975 г.
- Выставка произведений ленинградских художников, посвященная ХХV Съезду. г. Ленинград. 1976 г.
- II Всероссийская выставка «Рисунок и акварель». г. Ленинград. 1977 г.
- I Всероссийская выставка эстампа. г. Ленинград. 1977 г.
- II Всероссийская выставка рисунка и акварели. (Фаминская). г. Ленинград. 1978 г.
- Зональная выставка ленинградских художников «Наш современник». ГРМ. г. Ленинград. 1980 г.
- Выставка, посвященная 110 годовщине со дня рождения В. И. Ленина. (А.Дмитренко) г. Ленинград.1980 г.
- Выставка «Портреты современников». Салон «Ленинград». г. Ленинград. 1981 г.
- Выставка рисунков в Шушенской народной картинной галерее. 1981 г.
- Выставка работ художников «На стройках пятилетки». г. Волгодонск Атоммаш. 1981 г.
- Выставка портретов «Сибиряки — это мы». с. Шушенское. 1982 г.
- Выставка произведений ленинградских художников, посвященная 65-летию Великого Октября.г. Ленинград. 1982 г.
- Всесоюзная художественная выставка «Всегда начеку». г. Москва. 1982 г.
- Всесоюзная художественная выставка «СССР — наша Родина». г. Москва. 1982 г.
- Пятая выставка произведений ленинградских художников «Портрет современника». ГРМ. г. Ленинград. 1983 г.
- Выставка работ «Ленинградские графики». Центральный Дом Художника. г. Москва. 1984 г.
- Вторая выставка эстампа ленинградских художников. г. Ленинград. 1984 г.
- «Художники Ленинграда в борьбе за мир». г. Турку, Финляндия. 1985 г.
- «Мир отстояли — мир сохраним». г. Москва. 1985 г.
- Выставка «Художники в станице Привольной» .Отчетная выставка по итогам работы выездных международных творческих групп художников в 1983—1985 гг на Кубани. г. Москва. 1986 г.
- Выставка работ ленинградских художников, посвященная 70-летию Великого Октября. г. Ленинград. 1987 г.[4]
- Выставка работ преподавателей факультета графики. НИ Музей АХ СССР. г. Ленинград. 1992 г.
- Выставка ленинградской графики. гг. Пермь и Великий Устюг. 1993 г.
- Выставка работ преподавателей (ф-т графики). г. Выборг. 1994 г.
- Выставки работ преподавателей в залах Российской Академии Художеств. г. СПб. 1996-1997-1998 гг.
- Выставка «Петербург — Москва». ЦВЗ «Манеж». г. СПб. 2000 г.
- Весенняя выставка работ С.-Петербургских художников. г. СПб. 2001 г.
- Выставка «В. А. Ветрогонский, его ученики и друзья». Выставочный центр Союза Художников. г. СПб. 2002 г.
- Юбилейная выставка «80 лет Санкт-Петербургскому Союзу художников»[5]

## Награды и звания
- Золотая медаль «За отличные успехи и примерное поведение» Министерство просвещения РСФСР. 1957 г.
- Диплом Лауреата II фестиваля ленинградской молодежи. 1957 г.
- Медаль за участие в 5-й республиканской художественной выставке «Советская Россия». 1975 г.
- Награждён знаком Министерства Высшего образования СССР «За отличные успехи в работе». 1983 г.
- Лауреат Смотра конкурса художников Ленинграда. 1986 г.
- Медаль «Ветерана труда». 1986 г.
- Медаль «В память 300-летия Санкт-Петербурга». 2003 г.
- Почётное звание «Заслуженный художник Российской Федерации». 2006 г.
- Медаль «За заслуги перед Академией». 2007 г.
- Золотая медаль «За вклад в развитие изобразительных искусств озера Сиху, Китай.» 2018 г.

## Научные и методические труды
- М. М. Герасимов, «Художник-педагог». Вопросы художественного образования. Выпуск XVIII.Ленинград. Институт им. И. Е. Репина. 1977 г.
- М. М. Герасимов, «Положение о введении в специальность по специальности — графика». Ленинград. Институт им. И. Е. Репина. 1980 г.
- М. М. Герасимов, «Акварельная живопись. Работа над этюдом». Проблемы развития советского искусства и искусства народов СССР. Выпуск XIII. Ленинград. Институт им. И. Е. Репина. 1982 г.
- М. М. Герасимов, вступительная статья к каталогу выставки работ студентов факультета графики «Мы на Саянах». Ленинград. Институт им. И. Е. Репина. 1982 г.
- М. М. Герасимов, статья «Творчество молодых» в газете "Ленинская искра ". Пос. Шушенское Красноярского края. 1982 г.
- М. М. Герасимов, «Книга о творчестве А. Ф. Пахомова». Проблемы развития советского искусства и искусства народов СССР. Выпуск XIV. Ленинград. Институт им. И. Е. Репина. 1983 г.
- М. М. Герасимов, «Программа для слушателей ФПКП по графическим дисциплинам: офорт, литография, линогравюра». Ленинград. Институт им. И. Е. Репина. 1983 г.
- М. М. Герасимов, статья к каталогу выставки, посвященной 25-летию летней производственной практики в г. Череповце. Ленинград. Институт им. И. Е. Репина. 1983 г.
- М. М. Герасимов, вступительная статья к каталогу выставки произведений О. И. Иванова. Ленинград. Художник РСФСР. 1984 г.
- М. М. Герасимов, «Итальянская акварельная живопись XIX века». Проблемы развития зарубежного искусства. Выпуск XV. Ленинград. Институт им. И. Е. Репина. 1985 г.
- М. М. Герасимов, статья к каталогу выставки работ художника О. Г. Кукушкина. Ленинград. Комбинат Графического искусства. 1985 г.
- М. М. Герасимов, "Программа непрерывной сквозной практической подготовки студентов на весь период обучения по специальности «художник-график». Ленинград. Институт им. И. Е. Репина. 1987 г.

## Ученики
Г. Л. Алексеев (гл.х-к г. Барнаула, зам. Председ. Правл. С. Х. г. Барнаула), А. В. Данилов (член ЛОСХ, член бюро секции графики), С. А. Кирпичев (член ЛОСХ, директор училища им. В. А. Серова), Клим Ли (член СПбСХ, преподаватель ин-та им. И. Е. Репина), В. Ю. Филиппенко (член СПбСХ, преподаватель ин-та им. И. Е. Репина), М. Ю. Глашкин, Г. М. Фильчаков (член СПбСХ, чл.х-к Детгиза), С. М. Яковлев (член СПбСХ), Дагваням Цэвжжавин (Союз художников Монголии), Ядамсурэнгийн Луюк, Делгерийн Эвденстугс, Контрерас Хорке Р. (преподаватель Академии художеств в Гаване. Куба), Ю. А. Васильев  (председатель бюро секции графики СПбСХ), Н. В. Дьякова, Е. А. Галеркина, В. Я. Трубецкая, А. В. Коковкин, Л. К. Эскараева, Г. Б. Лавренко, А. А. Пахомов, Г. Ю. Подлясская, Г. Я. Терешонок, Т. К. Мезерина, Е. В. Разинков (член ЛОСХ), Т. Я. Кузнецова, Л. А. Солодовникова, С. Э. Ведерникова, В. Д. Сысков (член СХ РСФСР), Ю. М. Вургафт, А. И. Мемус, Р. М. Гусейнов, О. Н. Перевощиков, А. В. Ежелин (член молод.объедин.), Г. Ф. Ежков, Ф. Ф. Ибнеаминов, Н. Р. Котляревский, Е. Н. Медовикова, Б. Г. Смирнов, С. С. Титов, Н. И. Корнилова, П. А. Кузнецов, Н. Ю. Лаврухин, В. А. Пермяков, Е. Н. Русанов, Л. И. Сенькова, В. И. Цикота, Р. Н. Шадриков, С. Л. Чиненов, О. А. Игнашова, В. А. Лебедев, В. М. Марков, Ю. П. Семаш, Б. А. Соловьев, В. Н. Чиненова, Н. Е. Циолик, Н. А. Сажин, П. Г. Татарников, В. П. Чукуев, Л. И. Нарышева, С. В. Фомин, Р. Ш. Зиннатова, Е. Н. Маршакова, О. Е. Кондратова, О. А. Гурина, Л. П. Уральская, А. В. Ветрогонский, В. М. Аникушина, Н. Г. Анев (художник  НРБ), В. Н. Шустров (выпуск 1977 г.), С. И. Бордюг, Б. Д. Булучевский, И. М. Кулиев, В. В. Бабияк, А. Б. Бахтигалиев, Ш. И. Ворошилов, В. П. Любарец, С. В. Новоселов, А. Биймирзаев, А. И. Мажуга, К. О. Почтенная, И. А. Глазов, А. И. Задорожный, Л. К. Казбеков, А. Б. Левина, Н. Ходжакулиев, В. Б. Ремишевский, О. Ю. Михайлов, А. Н. Федоров, П. В. Пичугин, А. М. Лыткин, В. С. Качальский, Ю. В. Вальцефер.
- Список выпускников мастерской станковой графики из архива СПбГАИЖСА имени И. Е. Репина за 1966-2008 гг.
- Личный архив профессора, заслуженного художника Российской Федерации М. М. Герасимова.